# Летонија на Светском првенству у атлетици у дворани 2018.
Летонија је учествовала на 17. Светском првенству у атлетици у дворани 2018. одржаном у Бирмингем од 1. до 4. марта четрнаести пут, односно учествовала је под данашњим именом на свим првенствима од 1993. до данас. Репрезентацију Летоније представљала су 4 атлетичара (2 мушкарца и 2 жене) који се такмичили у 4 дисциплине (2 мушке и 2 женске).,
На овом првенству такмичари Летоније нису освојили ниједну медаљу али је остварен један лични резултат сезоне.

## Учесници
| Мушкарци: - Аустрис Карпинскис — 400 м - Елвијс Мисанс — Троскок | Жене: - Лига Велвере — 800 м - Лаума Грива — Скок удаљ |  |

## Резултати

### Мушкарци
| Атлетичар          | Дисциплина | Лични рекорд | Квалификације   | Квалификације   | Полуфинеле           | Полуфинеле           | Финале               | Финале               | Детаљи |
| Атлетичар          | Дисциплина | Лични рекорд | Резултат        | Место           | Резултат             | Место                | Резултат             | Место                | Детаљи |
| ------------------ | ---------- | ------------ | --------------- | --------------- | -------------------- | -------------------- | -------------------- | -------------------- | ------ |
| Аустрис Карпинскис | 400 м      | 47,81        | Дисквалификован | Дисквалификован | Није се квалификовао | Није се квалификовао | Није се квалификовао | Није се квалификовао |        |
| Елвис Мисанс       | Троскок    | 17,02        |                 |                 |                      |                      | 16,55 ЛРС            | 10 / 15              |        |

### Жене
| Атлетичарка  | Дисциплина | Лични рекорд | Квалификације | Квалификације | Финале                | Финале  | Детаљи |
| Атлетичарка  | Дисциплина | Лични рекорд | Резултат      | Место         | Резултат              | Место   | Детаљи |
| ------------ | ---------- | ------------ | ------------- | ------------- | --------------------- | ------- | ------ |
| Лига Велвере | 800 м      | 2:03,08 НР   | 2:05,20       | 6. у гр. 2    | Није се квалификовала | 13 / 17 |        |
| Лаума Грива  | Скок удаљ  | 6,53         |               |               | 6,34                  | 11 / 13 |        |